# Carbondale (Colorado)
Carbondale város az USA Colorado államában, Garfield megyében. Lakosainak száma 6434 fő (2020. április 1.).

## Népesség
A település népességének változása:
| Lakosok száma | 166  | 6427 | 6434 |
|               | 1890 | 2010 | 2020 |